# Beryl Korot
Beryl Korot (* 17. September 1945 in New York City) ist eine US-amerikanische Malerin und Videokünstlerin.

## Leben und Werk
Korot ist 1945 in New York geboren. 1976 heiratete sie Steve Reich und bekam einen Sohn. Sie lebt in Vermont und New York City.
Als Videokünstlerin stellte sie in den frühen 70er Jahren Installationen aus mehreren Röhrenmonitoren aus. Häufig wurden mehrere Bildschirme zu einer Fläche zusammengesetzt. Zu ihren frühen Arbeiten gehören Dachau (1974) and Text and Commentary (1977).
In den 80er Jahren konzentrierte sie sich auf ihre Malerei, die auf einer erfundenen Sprache basiert. Weberei und Video sind für sie verwandte Techniken und die meisten Malereien aus dieser Zeit sind auf handgewobenem Leinen oder traditionellem Leinen als Malgrund ausgeführt.
Mit dem Komponisten Steve Reich realisierte sie bislang zwei Video-Opern „The Cave“ (1993) und „Three Tales“ (2002), die in Bonn (1997), Paris, Wien, Amsterdam, Berlin, Wuppertal (2016) und London aufgeführt wurden.

## Ausstellungen
- 1976: Kunsthalle Düsseldorf, Düsseldorf
- 1977: Documenta 6, Kassel
- 1990: Carnegie Museum of Art, Pennsylvania
- 2002: Whitney Museum of American Art, New York
- 2006: Museo Reina Sofía, Madrid
- 2009: Museum für Neue Kunst (Karlsruhe), Karlsruhe[4]
- 2011: The Aldrich Contemporary Art[5]

## Auszeichnungen
- 1972, 1975, 1978: Creative Artists Public Service Fund
- 1973–74, 1978: New York State Council on the Arts
- 1975, 1977, 1979: National Endowment for the Arts
- 2008: Preisträger Anonymous Was A Woman[6]
- Rockefeller Foundation
- Andy Warhol Foundation
- Solomon R. Guggenheim Foundation
- Nathan Cummings Foundation[7]